# Ріхтер Олена Вікторівна
Олена Вікторівна Ріхтер (20 травня 1974, м. Бердичів — 22 березня 2022, м. Костянтинівка) — старший солдат Збройних Сил України, учасниця російсько-української війни, що загинула в ході російського вторгнення в Україну в 2022 році.

## Життєпис
Олена Ріхтер народилася 20 травня 1974 року в м. Бердичеві. З 1994 року несла військову службу в складі 95-тої окремої десантно-штурмової бригади. Обіймала військову посаду старшого оператора відділення засекреченого зв'язку інформаційно-телекомунікаційного вузла. З початком повномасштабного російського вторгнення в Україну перебувала на передовій. 22 березня 2022 року, захищаючи кордони України, Олена Ріхтер загинула в місті Костянтинівка Донецької області внаслідок ворожого ракетного удару по позиціях українських оборонців.
Прощання із загиблою проходило 31 березня 2022 року на Корбутівському міському кладовищі Житомира.

## Родина
У загиблої залишилися мати, донька та син.

## Нагороди
- Орден «За мужність» III ступеня (2022, посмертно) — за особисту мужність і самовіддані дії, виявлені у захисті державного суверенітету та територіальної цілісності України, вірність військовій присязі[4].